# Echinogorgia modesta
Echinogorgia modesta is een zachte koraalsoort uit de familie Plexauridae. De koraalsoort komt uit het geslacht Echinogorgia. Echinogorgia modesta werd in 1889 voor het eerst wetenschappelijk beschreven door Studer. 